# 张皓若
張皓若（1932年—2004年3月27日），河南焦作人，清华大学化工系石油专业毕业。1950年加入中國共產黨。曾任國内貿易部首任部長，四川省省长（1988年1月－1993年2月）。
他是河南大学校长、河南省政协副主席张仲鲁的三子。

## 生平
1952年大学毕业后，被分配到西北石油管理局工作；1953年，在石油部俄文训练班学习；1954年6月，赴蘇聯巴庫煉油廠實習。1956年回国后，参与筹建蘭州煉油廠，并一直在该厂工作20年；历任兰炼筹建处技术员、科长、工程师、车间主任、分厂厂长、炼油厂副总工程师。
1978年，张皓若调入石油工业部，先后担任生產司處長、煉油化工組副組長；此后，历任化工部計劃司司長、國家能源委員會科技局局長、中国石化总公司副總經理等职。1986年，出任對外經濟貿易部副部長；1988年外放四川，任省委副書記、兼省長；1992年，再次回到中央，任輕工業部副部長、黨組副書記；1993年，被任命为新组建的國内貿易部首任部長；1995年，转任國家經濟體制改革委員會副主任、黨組書記。1998年3月，第九届全国人大第一次会议上，他当选为全国人民代表大会常务委员会委员、環境與資源保護委員會副主任委員。
2004年3月27日在北京逝世，享年72歲。